# Památník arménské genocidy v Kralupech
Památník arménské genocidy v Kralupech nad Vltavou je chačkar připomínající oběti arménské genocidy za první světové války. Byl financován a realizačně zaštítěn Telmanem Nersisjanem. 

## Popis
Tento chačkar se nachází v Husově parku mezi dětským hřištěm a hospodou na Františku. Je vytesán z arménského tufu v cihlové barvě. Ústředním motivem je arménský kříž v oblouku, dozdobený dalšími tradičními ornamenty. Prostranství uzavírá dlážděná cesta a posezení z laviček.

### Štítek památníku
„Tento křížový kámen byl ručně vytesán a dovezen z Arménie jako památník obětem arménské genocidy, která se stala 24. 04. 1915 a vzala životy 1 500 000 lidem. Památník byl zde postaven za podpory města Kralup nad Vltavou pro posílení česko-arménských vztahů a odsouzení lidských masakrů. Projekt financoval a realizoval investor Ing. Telman Nersisjan.
07. 07. 2021 “

## Historický a současný kontext
Památník připomíná arménskou genocidu za první světové války mezi lety 1915 až 1918.  Během tohoto období bylo zavražděno přibližně 1,5 milionu Arménů Turky. Každý rok je začátek této genocidy připomínán s datem 24. dubna. Při této příležitosti Arméni po celém světě uctvívají památku obětí pokládáním kytic a zapalováním svíček u chačkarů. Český parlament genocidu oficiálně uznal v roce 2017 .
Od druhé poloviny devadesátých let žije v Kralupech četná komunita Arménských obyvatel. Město jim tehdy jakožto válečným uprchlíkům poskytlo nově zrekonstruované byty. Nedaleko památníku v Riegrově ulici se náchází arménská cukrárna a v Žižkově ulici v blízkosti nádraží provozuje pan Artavazd Babayan brašnářství a obuvnictví. Iniciátor památníku, Telman Nersisjan, působí jako podnikatel a regionální politik. 

## Slavnostní odhalení
Slavnostní odhalení proběhlo 15. září 2025 v Husově parku . Akce se zúčastnil arménský velvyslanec Ašot Hovakimijan a kardinál Dominik Duka, jenž památník požehnal. Přítomni byli také někdejší starosta Marek Czechmann, místostarosta Libor Lesák a starosta Řeporyjí Pavel Novotný .

## Další arménské památníky v Česku
Mezi další arménské památníky v Česku patří Památník arménsko-českého přátelství v Praze a Arménský křížový kámen v Jihlavě.